# 赤石ダム
赤石ダム（あかいしダム）は、静岡県静岡市葵区田代、大井川水系の支流赤石沢に建設されたダムである。赤石沢の水の他、大井川本流にある木賊堰堤、支流の奥西河内川にある滝見堰堤より取水された水がこのダムに集まる。ダム湖の湖畔に水路式発電所の赤石沢発電所があり、ダム湖に排水される。赤石発電所は畑薙湖より少し上流の大井川沿いにあり畑薙湖に排水する。